# James Kelman
James Kelman (ur. 9 czerwca 1946 w Glasgow) – brytyjski pisarz i dziennikarz. Zdobywca Nagrody Bookera z 1994 roku za powieść Jak późno było, jak późno. Tworzy głównie powieści i nowele, a także artykuły o tematyce politycznej.

## Książki

### Nowele
- An Old Pub Near The Angel (1973)
- Not While The Giro (1983)
- Lean Tales (1985)
- Greyhound For Breakfast (1987)
- The Burn (1991)
- Busted Scotch (1997)
- The Good Times (1998)
- Remember Young Cecil (2000)
- If It Is Your Life (2010)

### Powieści
- The Busconductor Hines (1984)
- A Chancer (1985)
- A Disaffection (1989)
- How late it was, how late (1994) - wys. pol. Jak późno było, jak późno
- Translated Accounts (2001)
- You Have To Be Careful In The Land Of The Free (2004)
- Kieron Smith, boy (2008)
- Mo said she was quirky (2012)